# Cinzio Violante
Cinzio Violante (Andria, 16 maggio 1921 – Pisa, 27 marzo 2001) è stato uno storico italiano.

## Biografia
La passione per gli studi di storia medievale si manifestò fin dagli anni del liceo: il suo insegnante Michele Mascolo, ex allievo della Scuola Normale di Pisa, lo introdusse alla lettura dei maestri della storiografia, e in primo luogo di Gioacchino Volpe.
Spinto da questi interessi sostenne e superò il concorso di ammissione alla Normale (1939), dove ricevette l'insegnamento di maestri della levatura di Giovanni Battista Picotti, Giorgio Pasquali, Delio Cantimori, Walter Maturi, Guido Calogero, Luigi Russo.
Nel 1941 partì per la guerra e subì l'internamento nei campi di prigionia tedeschi dal 1943 al 1945. Quell'esperienza rimane condensata in un suo pensiero:
Tornato in Italia, fu ricoverato nell'ospedale militare di Catania, nella cui università si laureò in Lettere. Dopo la laurea fu ammesso come borsista nell'Istituto Croce di Napoli fino al 1948. Qui, oltre all'influenza della personalità di Benedetto Croce, ebbe modo di frequentare Federico Chabod e di scoprire la rivista “Annales” e le grandi aperture storiografiche da essa veicolate.
Nel 1949 tornò a Pisa per il perfezionamento nella Scuola Normale, nella quale ai suoi vecchi maestri si erano aggiunti Giovanni Pugliese Carratelli ed Ettore Passerin d'Entrèves.
Dopo il perfezionamento in Normale dal 1952 al 1956 fu ricercatore presso l'Istituto Storico Italiano per il Medio Evo di Roma,  dove si aprì alle prospettive di Raffaello Morghen e alle problematiche della storia religiosa.
Vinto il concorso a cattedra di Storia medievale, fu chiamato all'Università cattolica di Milano. Dal 1959 in poi animò le Settimane internazionali di studi medioevali del Passo della Mendola e intrattenne una serie di rapporti internazionali con storici come Georges Duby, Jean-François Lemarignier, Gerd Tellenbach, Ernst Werner e – con particolare intensità - Henri-Irénée Marrou.
Nel 1963 rientrò nell'Università di Pisa, dedicandosi, sulle orme del Volpe, agli studi di storia economico-sociale, con la preoccupazione costante di non tralasciare la storia locale e la storia ecclesiastica e religiosa, nella prospettiva della necessità della sintesi di tutti questi aspetti per una adeguata comprensione della storia medievale.
Fu presidente della Società storica pisana, membro dell'Accademia Nazionale dei Lincei, della British Academy di Londra, dell'Académie des Inscriptions et Belles-Lettres e della Medieval Academy of America.
La sua apertura alle metodologie storiciste e anche marxiste – in senso storiografico e mai ideologico, anche se alla Cattolica di Milano fu considerato fuori linea – insieme a un costante e saldo ancoraggio al cattolicesimo, sia come valore personale che come complesso interpretativo della vicenda storica, hanno fatto dire a Ruggiero Romano che Violante non era tanto uno storico cattolico quanto un cattolico storico dalle “venature crociane e soprattutto salveminiane (per non parlare di una manifesta influenza del primo Gioacchino Volpe)”.

## Opere
- La società milanese nell'età precomunale, Bari 1953 e 1981.
- Motivi e carattere della cronica di Salimbene (in “Annali della Scuola normale superiore”, Pisa, 1953).
- La Pataria milanese e la riforma ecclesiastica, 1955.
- Studi sulla Cristianità medioevale: società, istituzioni, spiritualità (raccolta di articoli), 1972 e 1975.
- L'età della riforma della Chiesa in Italia (1002-1122), in “Storia d'Italia”, diretta da N. Valeri, 1959 e 1966.
- Economia, società e istituzioni a Pisa nel Medioevo, 1980.
- Atti privati e storia medioevale: problemi di metodo, 1982.
- Devoti di Clio: ricordi di amici storici, 1985.
- Ricerche sulle istituzioni ecclesiastiche dell'Italia centrosettentrionale nel medioevo, 1986.
- La signoria rurale nel secolo X: proposte tipologiche, 1990.
- Allucio da Pescia: un santo laico dell'età postgregoriana (1070-1134), 1991.
- L'immaginario e il reale. I da Besate: una famiglia feudale e “vescovile” nella genealogia di Anselmo il Peripatetico e nei documenti, 1993.
- Prospettive storiografiche sulla società medioevale, 1994.
- La cortesia chiericale e borghese nel Duecento, 1995.
- La fine della “grande illusione”: uno storico europeo tra guerra e dopoguerra, Henri Pirenne (1914-1923): per una rilettura della “Histoire de l'Europe”, 1997.
- Una giovinezza espropriata, 1998.
- Chiesa feudale e riforme in Occidente (secc. X-XII), 1999.
- Le contraddizioni della storia, 2002.